# 킴벌리 (남아프리카 공화국)
킴벌리(Kimberley)는 남아프리카 공화국 노던케이프 주의 주도이다. 킴벌리 공항(Kimberley Airport)이 위치해 있다. Sol Plaatje Local Municipality의 일원으로 해당지자체의 규모는 인구 248,041명에 면적 3,145 km2이다.

## 개요
남아프리카 공화국 서부 오렌지강 중류 지점에 위치한 내륙 도시이다. 남아프리카 공화국의 금광 시였으며,대형 홀에서는 옛날 황금 시대의 풍경이 남아 있다. 현재는 경제가 발달한 지역 중의 하나이다.

## 역사
1871년 부근에서 다이아몬드 광산이 발견되기 전까지는 오렌지 자유국의 영토였다. 1871년 이곳을 침입한 영국의 압력으로 케이프 식민지에 편입되었다.

## 산업
1867년에 발견된 세계 최대의 다이아몬드 광산을 통해 도시가 형성되었다. 킴벌라이트라는 암석명은 이 도시에서 유래했다. 지금도 여전히 다이아몬드 채굴의 중심지이다. 2000년에 다이아몬드 분쟁 지역에서 부정 거래, 이른바 《블러드 다이아몬드》 문제를 해결하기 위해 각국의 참가자를 모아서 논의를 할 단체가 설립되었다. 현재 아프리카 국가를 중심으로 40 여개국이 참가하고 있다.

## 기후
| 킴벌리의 기후                                                                          | 킴벌리의 기후 | 킴벌리의 기후 | 킴벌리의 기후 | 킴벌리의 기후 | 킴벌리의 기후 | 킴벌리의 기후 | 킴벌리의 기후 | 킴벌리의 기후 | 킴벌리의 기후 | 킴벌리의 기후 | 킴벌리의 기후 | 킴벌리의 기후 | 킴벌리의 기후 |
| 월                                                                                     | 1월           | 2월           | 3월           | 4월           | 5월           | 6월           | 7월           | 8월           | 9월           | 10월          | 11월          | 12월          | 연간          |
| -------------------------------------------------------------------------------------- | ------------- | ------------- | ------------- | ------------- | ------------- | ------------- | ------------- | ------------- | ------------- | ------------- | ------------- | ------------- | ------------- |
| 역대 최고 기온 °C (°F)                                                                 | 43.3 (109.9)  | 43.6 (110.5)  | 38.2 (100.8)  | 37.5 (99.5)   | 31.1 (88.0)   | 27.8 (82.0)   | 27.2 (81.0)   | 31.6 (88.9)   | 36.6 (97.9)   | 42.3 (108.1)  | 39.2 (102.6)  | 40.9 (105.6)  | 43.6 (110.5)  |
| 일평균 최고 기온 °C (°F)                                                               | 32.7 (90.9)   | 31.9 (89.4)   | 28.9 (84.0)   | 25.9 (78.6)   | 22.6 (72.7)   | 19.5 (67.1)   | 19.5 (67.1)   | 22.2 (72.0)   | 26.6 (79.9)   | 29.4 (84.9)   | 31.0 (87.8)   | 32.7 (90.9)   | 27.0 (80.6)   |
| 일일 평균 기온 °C (°F)                                                                 | 25.0 (77.0)   | 24.5 (76.1)   | 22.3 (72.1)   | 18.1 (64.6)   | 14.1 (57.4)   | 10.7 (51.3)   | 10.5 (50.9)   | 13.0 (55.4)   | 17.2 (63.0)   | 20.5 (68.9)   | 22.4 (72.3)   | 24.3 (75.7)   | 18.5 (65.3)   |
| 일평균 최저 기온 °C (°F)                                                               | 17.3 (63.1)   | 17.1 (62.8)   | 14.6 (58.3)   | 10.2 (50.4)   | 5.6 (42.1)    | 1.8 (35.2)    | 1.4 (34.5)    | 3.7 (38.7)    | 7.7 (45.9)    | 11.6 (52.9)   | 13.8 (56.8)   | 15.9 (60.6)   | 10.0 (50.0)   |
| 역대 최저 기온 °C (°F)                                                                 | 5.7 (42.3)    | 5.6 (42.1)    | 2.0 (35.6)    | −2.8 (27.0)   | −5.7 (21.7)   | −8.4 (16.9)   | −9.9 (14.2)   | −8.5 (16.7)   | −5.5 (22.1)   | −0.7 (30.7)   | 2.2 (36.0)    | 3.8 (38.8)    | −9.9 (14.2)   |
| 평균 강수량 mm (인치)                                                                  | 72.9 (2.87)   | 67.4 (2.65)   | 62.2 (2.45)   | 38.6 (1.52)   | 15.2 (0.60)   | 8.6 (0.34)    | 2.6 (0.10)    | 3.8 (0.15)    | 9.9 (0.39)    | 31.1 (1.22)   | 39.3 (1.55)   | 52.2 (2.06)   | 404.3 (15.92) |
| 평균 강수일수 (≥ 1.0 mm)                                                               | 7.1           | 5.9           | 6.1           | 4.4           | 2.1           | 1.0           | 0.6           | 0.8           | 1.1           | 3.6           | 4.7           | 6.3           | 44.0          |
| 평균 상대 습도 (%)                                                                     | 45            | 53            | 57            | 59            | 54            | 53            | 48            | 41            | 36            | 40            | 42            | 42            | 47            |
| 평균 월간 일조시간                                                                     | 291.1         | 244.3         | 268.3         | 262.2         | 270.6         | 263.3         | 278.7         | 296.5         | 274.4         | 295.4         | 301.9         | 313.3         | 3,360         |
| 출처 1: 미국 해양대기청 (평년값: 1991년~2020년, 극값: 1877년~현재)                     |               |               |               |               |               |               |               |               |               |               |               |               |               |
| 출처 2: 독일 기상청 (6월/11월 극값), Meteo Climat (극값 일부) 남아프리카 공화국 기상청 |               |               |               |               |               |               |               |               |               |               |               |               |               |